# Fervaal
Fervaal è un'azione drammatica in un prologo e tre atti di Vincent d'Indy, opus 40, su libretto dello stesso compositore, rappresentata la prima volta il 12 marzo 1897 al Teatro de la Monnaie di Bruxelles.

## Trama

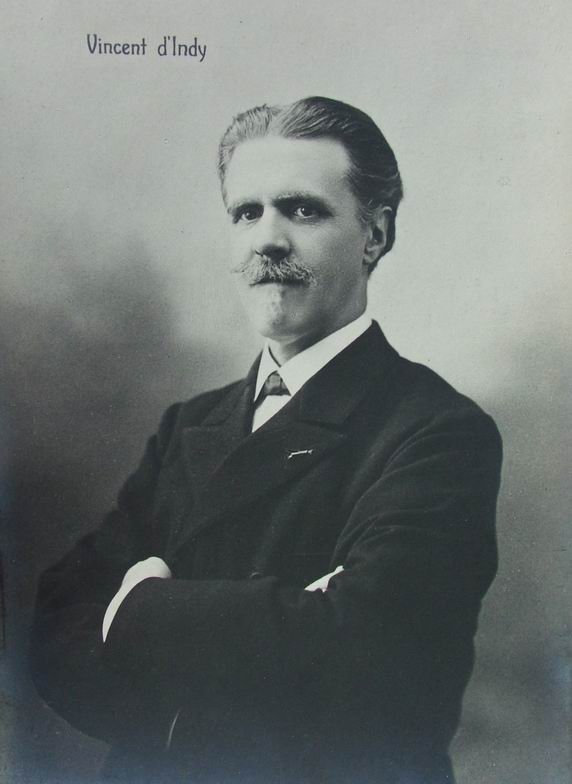
Fotografia di Vincent d'Indy (1910)

La vicenda si svolge in Gallia in epoca medievale. Nel Prologo, due celti, il druido Arfagard e il giovane Fervaal, restano feriti in un agguato di pirati saraceni. Guilhen, figlia dell'emiro saraceno e maga, colpita dalla bellezza del giovane, si innamora di Fervaal, impedisce che i due siano uccisi. Il prologo si conclude con il trasporto di Fervaal al palazzo di Guilhen dove la giovane saracena si propone di curarlo.
Nel primo atto, il vecchio Arfagard racconta a Fervaal, che la ignora, la storia della sua origine. Fervaal è figlio del re celtico di Cravann, ed è stato destinato al servizio delle vecchie divinità celtiche (le Nubi). Egli ha quindi la missione di salvare la sua patria dagli invasori saraceni e, sebbene anche Fervaal senta amore e gratitudine per Guilhen,  il dovere gli impone di dover rinunciare all'amore della giovane saracena. I richiami di Arfagard spingono Fervaal ad abbandonare Guilhen per recarsi a Cravann e compiere il proprio dovere. Guilhen, umiliata e furiosa per l'abbandono, incita i suoi Saraceni a invadere Cravann.
Nel secondo atto, Arfagard e Fervaal, che sono ritornati a Cravann, consultano l'oracolo della dea Kaito, posto tra le montagne, e ottengono il seguente responso:
Seule la Mort, l'injurieuse Mort, appellera la Vie. La nouvelle Vie naîtra de la Mort.»
Solo la morte, la morte ingiuriosa, chiamerà la vita.  La nuova Vita nascerà dalla Morte.»
(Vincent d'Indy, Fervaal, op. 40, Atto II)
Arfagard non capisce il significato della profezia; Fervaal, invece, capisce che la violazione si riferisce alla giuramento d'amore che aveva fatto a Guilhen, e che poi aveva rotto, e che solo la propria morte gli permetterà di redimersi. A Cravann Arfagard presenta Fervaal ai capi celti, i quali acclamano il giovane come loro nuovo comandante, o "Brenno". Fervaal ha tuttavia il presentimento che, come capo politico e militare, non sarà in grado di salvare la propria patria, morirà in battaglia ma la sua morte costituirà la sua redenzione. Fervaal cerca di spiegare il suo presentimento ad Arfagard, il quale teme per la salvezza del loro popolo.
Il terzo atto si svolge dopo la battaglia fra l'esercito di Cravann e i Saraceni: i Celti sono stati sconfitti; ma Fervaal, sebbene abbia cercato la morte in battaglia, è sopravvissuto. Fervaal chiede quindi ad Arfagard di sacrificarlo agli antichi dei, per placarli della loro ira. Quando Arfagard si appresta a uccidere Fervaal, appare Guilhen, che risveglia in Fervaal l'amore e gli fa cambiare idea. Arfagard sta per vibrare il colpo mortale, ma Fervaal lo precede, abbatte il druido, prende poi per mano Guilhen e si allontana con lei dal campo di battaglia. I due cominciano a salire la montagna sovrastante, ma Guilhen, sfinita per il freddo e la fatica, muore tra le braccia di Fervaal. Fervaal è disperato sia per la morte di Arfagard che per quella di Guilhen. Sente allora scendere dall'alto un coro muto, intonato sulla melodia del Pange lingua. Fervaal, rendendosi conto che è imminente il regno di un "nuovo Dio", ascende lentamente la montagna recando sulle braccia il cadavere di Guilhen. Mentre scompare, sulla scena comincia a splendere un "Sole ideale".

## Organico orchestrale
La partitura di d'Indy prevede l'utilizzo di:
- legni: 4 flauti, 2 oboi, un corno inglese, 3 clarinetti, 1 clarinetto basso, 4 fagotti, 4 sassofoni (1 soprano, 2 contralti e 1 sassofono tenore)
- ottoni: 4 corni, 4 trombe, 8 flicorni (2 sopranini in Mi bemolle, 2 soprani in Si bemolle, 2 alti in Mi bemolle, 2 baritoni in Si bemolle), 4 tromboni, 1 tuba, 1 cornetto
- percussioni: timpano, grancassa, triangolo, piatti, tam-tam, due piccoli gong
- cordofoni: 2 arpe, primi violini, secondi violini, 2 viole, violoncelli e contrabbassi

## Commento
Il soggetto è tratto dal poema Axel del vescovo svedese Esaias Tegnér. D'Indy si dedicò alla composizione di quest'opera fra il 1889 e il 1895; la partitura fu pubblicata nel 1895. Intenzione di d'Indy era quella di realizzare un dramma nazionale, ricercando le radici del passato della Francia.
Già i critici contemporanei, per esempio Maurice Ravel, avevano rilevato la notevole influenza, su quest'opera, delle tecniche compositivi (per esempio il leitmotiv) e dei temi delle ultime opere di Richard Wagner, in particolare dal Parsifal. Nel finale dell'opera d'Indy utilizza il tema musicale del "Pange lingua" per rappresentare la vittoria della nuova religione (il cristianesimo) sulla vecchia (il paganesimo).. Sebbene il libretto presenti inverosimiglianze e ingenuità, la partitura presenta numerosi spunti notevoli. L'opera, rappresentata raramente in teatro in passato, viene eseguita raramente e solo in forma di concerto. Non esiste neanche un'incisione integrale del Fervaal.